# Tetracosan
Tetracosan (n-Tetracosan) ist ein langkettiges, unverzweigtes und gesättigtes Alkan. Es kommt natürlich in Wachsen vor, sowohl in Erdwachs (Ozokerit) als auch in pflanzlichem Wachs. 

## Vorkommen
Es ist eine von wenigen organischen Verbindungen, die in der Natur als Bestandteil eines Minerals vorkommen. Das Mineral Evenkit wurde im Jahr 1953 in der Gegend des Flusses Untere Tunguska in Sibirien entdeckt. Es besteht weit überwiegend aus linearen Alkanen der Kettenlänge 19 bis 28. Die Hauptkomponente ist Tricosan, das Tetracosan ist die zweitwichtigste Komponente. Es ist ein mengenmäßig wichtiger Bestandteil von Ozokerit und kommt in Paraffinwachs vor. Tetracosan ist außerdem ein Bestandteil des Wachses der Cuticula von Pflanzen. Dessen Zusammensetzung unterscheidet sich stark zwischen Pflanzen, sowohl was den Anteil an Alkanen angeht, als auch deren Kettenlänge. Tetracosan macht im Allgemeinen einen geringen Anteil aus, Hauptkomponenten sind meist längere Alkane, beispielsweise Nonacosan.

## Eigenschaften
Tetracosan ist ein farbloser Feststoff, der in Ethanol wenig, in Ethern aber gut löslich ist. Das Kristallsystem ist triklin.

## Verwendung
Tetracosan ist ein Bestandteil von Dieseltreibstoff. Dieser enthält unter anderem Alkane, die meist eine Kettenlänge zwischen neun und 24 aufweisen.